# Santra
Santra war ein römischer Gelehrter und Dramatiker, der um die Mitte des 1. Jahrhunderts v. Chr. wirkte.

## Überblick und Werke
Der Name Santra ist weder italischen noch griechischen Ursprungs, weswegen eine etruskische Herkunft vermutet wird. Seine Lebensdaten sind unbekannt, werden jedoch aus seinem Werk und dessen Nachwirken erschlossen.
Santra verfasste mindestens drei Werke unterschiedlicher Gattungen:
- De antiquitate verborum („Über das Altertum der Wörter“), eine Abhandlung in mindestens drei Büchern über Alter und Herkunft lateinischer Wörter, in der sich der Autor etymologischen, lexikalischen und antiquarischen Fragestellungen widmete
- De viris illustribus („Über berühmte Männer“), das sich den Erwähnungen im antiken Schrifttum zufolge mit berühmten Literaten befasste
- Nuntii Bacchi („Die Boten des Bacchus“), eine Tragödie aus dem Mythenkreis des Dionysos

## Interpretation
Der Kirchenvater Hieronymus nennt in seiner chronologischen Auflistung lateinischer Autoren, die vor ihm selbst über viris illustribus („berühmte Männer“), und zwar der Literatur (gentilium litterarum), publiziert haben, Santra nach Varro und vor Cornelius Nepos, Gaius Iulius Hyginus und Suetonius Tranquillus, das Vorbild für des Kirchenvaters eigene Schrift. Er wird daher ein jüngerer Zeitgenosse Varros gewesen sein und in der Zeit Marcus Tullius Ciceros gewirkt haben. Zumindest war der Curtius Nicia, den Santra in einem erhaltenen Fragment lobt, bis vor 53 v. Chr. mit Pompeius befreundet und stand noch 44 v. Chr. in persönlichem Kontakt mit Cicero.
Obwohl Santras Werke selbst verloren sind, gehört er zu den häufig zitierten Autoritäten, und Aulus Gellius stellt ihn als ausgewiesenen Kenner der lateinischen Sprache und ihrer Ausspracheregeln neben Cincius, einen der ersten römischen Historiker, und Aelius Stilo, den ältesten bekannten Philologen der Römischen Republik.
Im Werk des Lexikographen und Grammatikers Festus ist ein Großteil der Fragmente überliefert, die Santras Werk De antiquitate verborum zuzuordnen sind. Weitere Erwähnungen fand die Schrift bei Nonius sowie dem Veroneser Scholiasten zu Vergils Aeneis. Sie zeugen von Santras Tendenz, entlegene Wörter aus dem Griechischen herzuleiten, was Terentius Scaurus direkt bestätigt.
Die von Hieronymus genannte Schrift De viris illustribus des Santra ist nicht genauer zu erschließen. Drei verstreut überlieferte Äußerungen Santras werden dem Werk zugeordnet. Zum einen handelt es sich um eine kurze Notiz bei Sueton, dass Santra die Schrift Lucilius über Gaius Lucilius von Curtius Nicia, einem Freigelassenen und Freund von Pompeius, gelobt habe. Zum anderen zitiert ihn Sueton in seiner von Aelius Donatus überlieferten Vita des Terenz hinsichtlich der Beziehung dieses Dichters zum Scipionenkreis und dessen Anteil am dichterischen Werk des Terenz. Schließlich wird dem Werk eine Darlegung Santras zur Entstehung des Asianismus in der Rhetorik und dessen Beziehung zum Attizismus zugewiesen, die bei dem Rhetoriker Quintilian erhalten ist.
Neben diesen philologischen und biographischen Schriften überliefert Nonius noch ein dichterisches Werk, von dem er in zwei Fragmenten auch vier Verse zitiert. Sie scheinen einer Tragödie anzugehören, wobei es nicht ungewöhnlich ist, dass sich Gelehrte dieser Epoche selbst in der Produktion literarischer Werke versuchten. Martial fordert von seinen allzu strengen Lesern, sie sollten doch den „holperigen Santra“ (salebrosum Santram) auswendig lernen.

## Fragmente
- Hyginus Funaioli: Grammaticae Romanae fragmenta. Band 1. Teubner, Leipzig 1907, S. 384–389 (Digitalisat).
- Otto Ribbeck: Scaenicae Romanorum poesis fragmenta. Dritte Auflage. Band 1. Teubner, Leipzig 1897, S. 264.